# Cortodera kaphanica
Cortodera kaphanica är en skalbaggsart som beskrevs av Aleksandr Sergeievich Danilevsky och Alexander Ivanovich Miroshnikov 1985. Cortodera kaphanica ingår i släktet Cortodera och familjen långhorningar. Inga underarter finns listade i Catalogue of Life.